# Aldgate (stanice metra v Londýně)
Aldgate je stanice londýnského metra, otevřená 18. listopadu 1876. Nachází se na linkách:
- Circle Line (mezi stanicemi Tower Hill a Liverpool Street)
- Metropolitan Line mezi stanicí Liverpool Street. Je také konečnou zastávkou linky Metropolitan Line.

| Rok  | Počet cestujících |
| ---- | ----------------- |
| 2011 | 6,24 mil          |
| 2012 | 6,65 mil          |
| 2013 | 6,88 mil          |
| 2015 | 7,22 mil          |